# Ketsch (Schiffstyp)

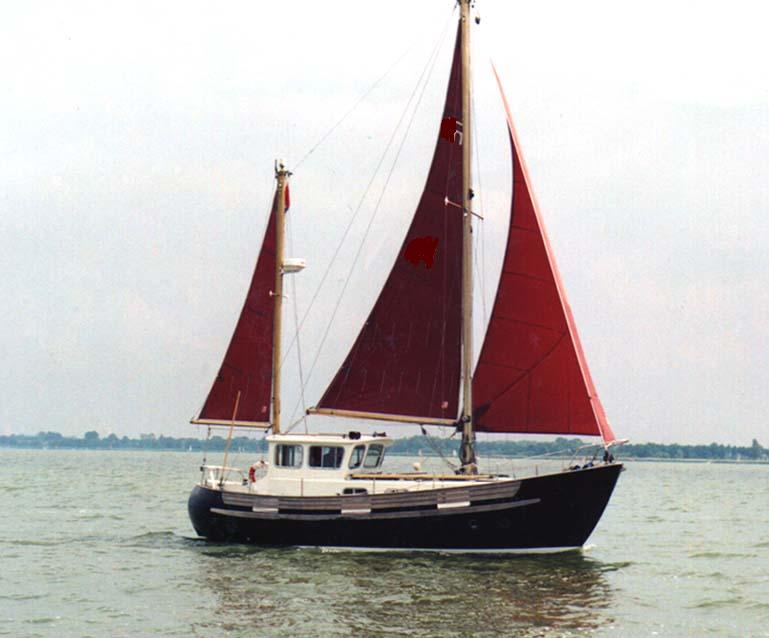
Ketsch mit roten Hochsegeln

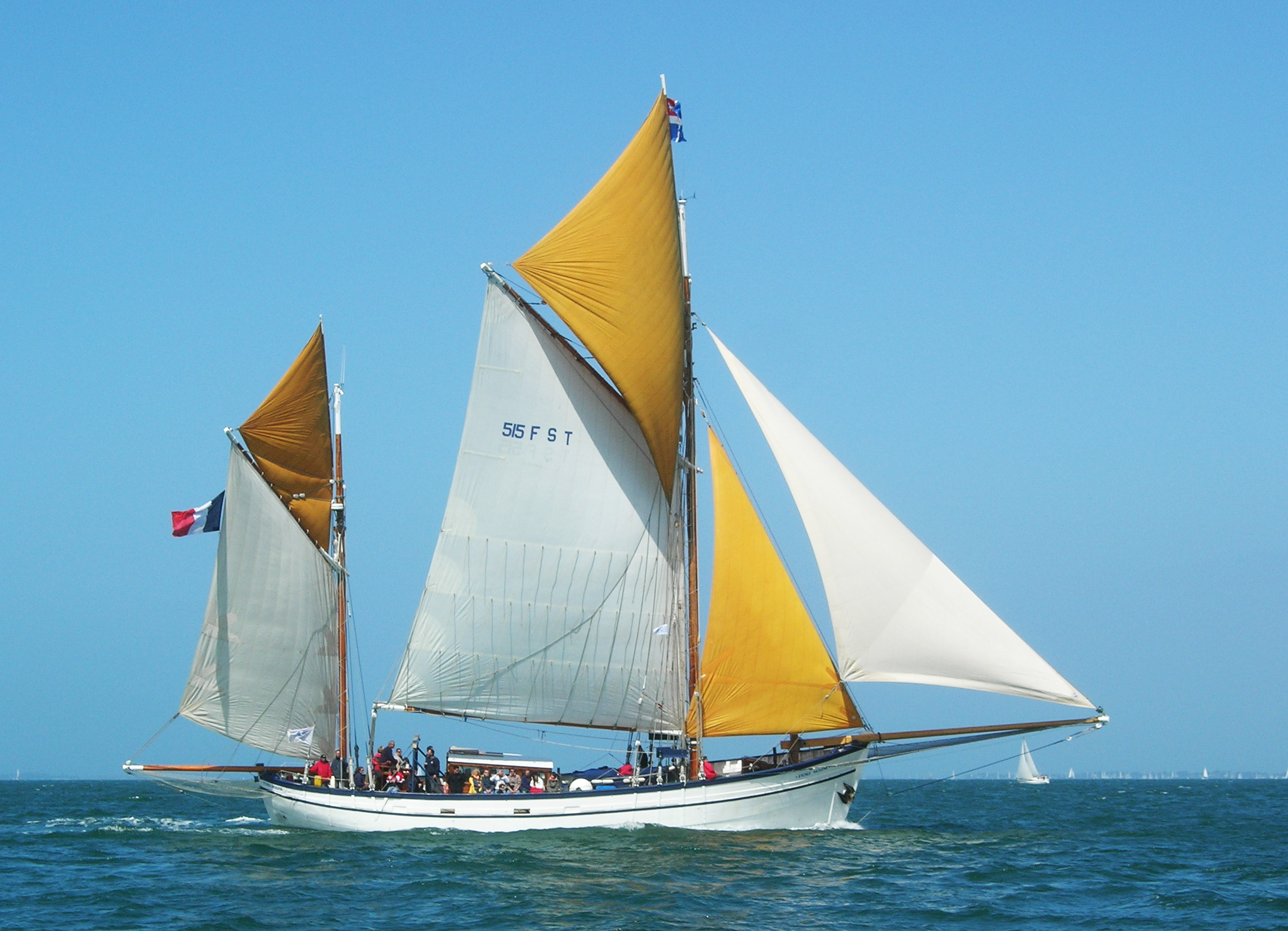
Die Ketsch Etoile Molene mit Gaffelsegeln

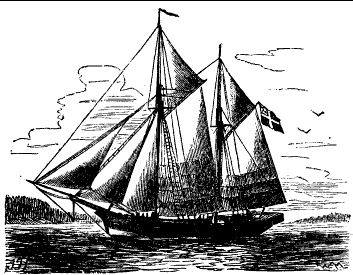
Eine Galeasse

Eine Ketsch (auch: Ketch) ist ein Segelboot mit zwei Masten, dem vorderen Großmast und dem achterlichen, immer kleineren Besanmast. Dabei hat die Ketsch (im Gegensatz zur Yawl) ihren Besanmast innerhalb der (Konstruktions)-Wasserlinie. Andere Definitionen besagen „innerhalb der Länge zwischen den Loten“, also vor der Ruderachse oder „vor dem Rudergänger“. Für die meisten ketschgetakelten Boote treffen alle drei Definitionen zu. Da der Besanmast kleiner als der Großmast ist, wird eine Ketsch auch Anderthalbmaster genannt. Einen Zweimaster mit einem kleineren oder gleich großen vorderen Mast und Schratsegeln nennt man, im Gegensatz zu Ketsch und Yawl, Schoner.
Die Ketsch wurde um die Mitte des 17. Jahrhunderts für die Fischerei und die Küstenschifffahrt in England entwickelt, mit Tragfähigkeiten von bis zu 50 Tonnen.
Die Ketsch ist ein beliebter Langstreckensegler, da sich das Großsegel näher an der Gierachse befindet und so fast keinen Einfluss auf das Giermoment hat. Der zusätzliche Besan hat dagegen einen weiten Abstand zur Gierachse und gleicht so den Druck der Vorsegel sehr wirksam aus. Ketschgetakelte Boote lassen sich dadurch oft so austrimmen, dass sie sich ohne zusätzliche Apparate selbst steuern.
Ein weiterer Vorteil ist die stärkere Unterteilung des Segelplans. Die einzelnen Segel sind kleiner (als etwa auf einer Slup) und lassen sich deshalb leichter, beziehungsweise von weniger Crewmitgliedern, setzen und bergen. Oft kann man bei zunehmendem Wind die Segelfläche dadurch passend verkleinern, dass man gleich ein ganzes Segel birgt, anstatt es zu reffen. Die Ketsch lässt sich auch gut nur unter Besan und Fock fahren.
Nachteile der Ketschtaklung sind das meistens höhere Gewicht durch den zweiten Mast und die zusätzlichen Kosten dafür. Außerdem werden die Schiffsenden schwerer (ein Mast im Heck; der Großmast näher am Bug), was das Boot im Seegang träger macht und tiefer in die Wellen eintauchen lässt. Bei achterlichen Winden deckt der Besan das Großsegel ab und am Wind kann das Großsegel die Anströmung des Besans stören.

## Takelung
Die Ketsch führt an beiden Masten meistens Schratsegel, seltener in klassischem Rigg auch Marssegel. Meist sind dies Gaffel- oder Hochsegel (besonders auf Yachten), seltener Spriet- oder Luggersegel.
Zu den historischen ketschgetakelten Schiffen zählen z. B. Kuff, Logger, Galiot oder Galeasse.

## Geschichte
Einige ketschgetakelte englische Frachtensegler führen als Typbezeichnung „Ketch“. Besonders die West Country Trading Ketch (um 25 m lang, der Rumpf ist ähnlich dem des Schoners) war an der Südwestküste Englands und in Wales verbreitet. Ein ähnlicher Schiffstyp ist die Cowes Ketch (um 13 m Länge, senkrechter Steven), die als Frachtschiff zwischen dem Festland und der Isle of Wight eingesetzt wurde.